# João Raposo Bocarro
João Raposo Bocarro foi bandeirante destacado e foi conhecido como O Moço, filho de outro do mesmo nome que tomou parte na bandeira ao Guairá em 1628 e morreu em 1684, cassado com Ana Maria de Siqueira.
Serviu na bandeira do primo, Matias de Mendonça em 1663 em busca das esmeraldas do Sabaraboçu. Em 6 de setembro de 1684 foi confirmado pelo governador-geral D. Antônio Luís de Sousa, segundo Marquês das Minas, coronel do Terço de ordenanças em São Paulo, desde 1680.
O mesmo governador o encarregou em  1685 da questão da aldeia dos índios do real padroado de Barueri, sobre a qual se julgava om direitos por fundada por seu antepassado D Francisco de Sousa e que se achava em poder da câmara de Piratininga, que nomeou para a mesma em 15 de abril de 1686 Pedro Vaz de Barros.
Seguiu para a Bahia em 1689 e desde julho de 1691 foi encarregado do "descobrimento das mionas de ouro, prata, pedraria e pérolas" tendo solicitado que seu adjunto fosse seu tio materno, o capitão-mor Francisco Dias de Siqueira, o Apuçá. Até 1693 ficou na Bahia.